# گلان، سوئیس
شهر گلان  در بخش نیون در ایالت وو در کشور سوئیس واقع شده‌است که ۱۰٬۱۰۰ نفر جمعیت دارد.